# Donald Duck Mini Pocket 11
Donald Duck Mini Pocket 11 is het elfde deel van de serie Donald Duck Mini Pocket en is een uitgave van Sanoma Uitgevers. Het bevat 12 stripverhalen op 301 pagina's en werd in 2011 uitgebracht. Het scenario is geschreven door de Walt Disney Company, evenals de tekeningen.

## Lijst van stripverhalen
| Nr. | Verhaal                   | Hoofdpersonage |
| --- | ------------------------- | -------------- |
| 01  | De Donald-wereld          | Donald Duck    |
| 02  | Als de spelletjeskoning   | Oom Dagobert   |
| 03  | De verwoestende bezoekjes | Donald Duck    |
| 04  | Op vakantie               | Diederik Duck  |
| 05  | Het vakantiespook         | Donald Duck    |
| 06  | De supergalactische held  | Superdonald    |
| 07  | Burenruzie                | Donald Duck    |
| 08  | Luie Lobbes               | Donald Duck    |
| 09  | Stilleven met eend        | Donald Duck    |
| 10  | De caravanvakantie        | Donald Duck    |
| 11  | De bedrijfsspionage       | Donald Duck    |
| 12  | De koraaldiamant          | Oom Dagobert   |

Deel 1 · Deel 2 · Deel 3 · Deel 4 · Deel 5 · Deel 6 · Deel 7 · Deel 8 · Deel 9 · Deel 10 · Deel 11